# Saddle Mates
Pour plus de détails, voir Fiche technique et Distribution.
Saddle Mates est un film américain réalisé par Richard Thorpe, sorti en 1928.

## Synopsis
John Benson et Tim Mannick arrivent à Marin City à la recherche de Morgan Shelby, qui les a escroqués et dépossédés de leur ranch. Shelby engage Bob Grice pour les tuer, mais sans succès. Finalement Shelby sera démasqué.

## Fiche technique
- Titre original : Saddle Mates
- Réalisation : Richard Thorpe
- Scénario : Frank L. Inghram[1], d'après la nouvelle Saddle Mates de Harrington Strong
- Photographie : Ray Ries
- Production : Lester F. Scott Jr.
- Société de production : Action Pictures
- Société de distribution : Pathé Exchange
- Pays de production :  États-Unis
- Langue originale : anglais
- Format : noir et blanc — 35 mm — 1,37:1 — Film muet
- Genre : Western
- Durée : 5 bobines - 1 378 m
- Dates de sortie :
  - États-Unis : 5 août 1928

## Distribution
- Wally Wales : John Benson
- Hank Bell : Tim Mannick
- J. Gordon Russell : Morgan Shelby
- Peggy Montgomery : Betty Shelby
- Slim Whitaker : Bob Grice
- Lafe McKee : Grouchy Ferris
- Edward Cecil : George Lemmer
- Lillian Allen : Mme Saunders